# Hermann Stefan (Mediziner, 1945)
Hermann Stefan (* 24. Juni 1945 in Bleckendorf, heute Egeln) ist ein deutscher Neurologe und Epileptologe.

## Leben
Stefan studierte Medizin an der Universität zu Köln (bis 1970, Promotion 1971) sowie begleitend Archäologie und Germanistik an der Universität Bonn. Von 1970 bis 1972 war er Medizinalassistent, 1973 begann er seine Facharztweiterbildung in der Neuropathologie der Universität Bonn, die er ab 1974 in der Nervenklinik der Universität Bonn fortführte. 1977 erwarb er den Facharzt für Neurologie und Psychiatrie. Von 1977 bis 1981 (1977–1979 mit einem DFG-Stipendium) war er wissenschaftlicher Assistent in der Epileptologie (bei Heinz Penin). Parallel absolvierte er mit Unterstützung der WHO einen Studienaufenthalt zu didaktischen Methoden in der Medizin an verschiedenen Universitäten in den Niederlanden.
1981 habilitierte er sich im Rahmen eines DFG-geförderten Forschungsprojektes zur Analyse epileptischer Anfälle mit einer video-polygraphischen Arbeit zur Verlaufsstruktur manifester und subklinischer Absence-Symptome (mit Beschreibung des kranio-kaudalen march von Absencen und eines Kern-Schalen Modells), danach war er Oberarzt.
1987 wechselte er (zunächst als Oberarzt – ab 1988 als Leitender Oberarzt und Leiter des Bereichs Klinische Neurophysiologie) an die Neurologische Universitätsklinik Erlangen (Bernhard Neundörfer). Dort baute er mit Unterstützung durch das Bundesministerium für Gesundheit das Zentrum Epilepsie Erlangen (ZEE) auf und aus, 2006 erfolgte durch die Universität die Einrichtung einer Schwerpunktsprofessur Epileptologie für ihn. 1993 erwarb er die Zusatzbezeichnung Neurogeriatrie. Von 2000 bis 2004 hatte er eine Gastprofessur in Graz inne und seit 2010 befindet er sich im Ruhestand. Auch seitdem engagiert er sich weiterhin auf nationaler und internationaler Ebene bei Kongressen, Seminaren und Fortbildungsveranstaltungen.

## Schaffen
Der wissenschaftliche Schwerpunkt von Stefan in Erlangen bestand in der möglichst exakten Analyse epileptischer Anfälle und Biosignale. Dies beinhaltete die Einführung der multimodalen präoperativen Diagnostik mittels Video-EEG, Vielkanal-Magnetenzephalographie (MEG), MRT, PET und iktualem SPECT sowie die objektive Quantifizierung des Therapie-Effektes (Therapeutic Intensive Seizure Analysis, TISA).
Stefan war u. a. Initiator und jeweils Vorstandsmitglied des Vereins zur Förderung der Erforschung der Epidemiologie der Epilepsie (1991), der Arbeitsgemeinschaft Prächirurgische Epilepsiediagnostik und operative Epilepsietherapie e.V. (1993), des Deutsch-Österreichisch-Schweizer Arbeitskreises (DACH-AK) Epilepsie (1994) und des interdisziplinären Arbeitskreises Architektur des Lebens (2012).
Stefan war u. a. 1991–1993 Vorsitzender der Deutschen Sektion der Internationalen Liga gegen Epilepsie (englisch International League Against Epilepsy; ILAE) (seit 2004: Deutsche Gesellschaft für Epileptologie; DGfE). In der ILAE war er Mitglied verschiedener Kommissionen.
Stefan war auch Initiator und Organisator der Joint Sessions zu Epilepsiethemen bei den Tagungen der European Federation of Neurological Sciences (EFNS), später der European Academy of Neurology (EAN) mit der Commission on European Affairs (CEA) der ILAE, die einen epileptologischen Informationsaustausch mit einer breiten Spektrum von Neurologen ermöglichten.
Darüber hinaus ist er u. a. Vorstandsmitglied des Landesverbandes für Epilepsie Selbsthilfe Nordrhein-Westfalen e.V.

## Werke (Auswahl)
Neben mehreren hundert nationalen und internationalen Zeitschriften- und Buchbeiträgen ist Stefan (Ko-)Autor oder (Mit-)Herausgeber von 21 Büchern:
- H. Stefan: Epileptische Absencen. Studie zur Anfallsstruktur, Pathophysiologie und zum Klinischen Verlauf. Thieme, Stuttgart / New York 1982.
- H. Stefan, W. Burr (Hrsg.): Mobile Long-term EEG Monitoring. Proceedings of the MLE Symposium, Bonn May 1982. G. Fischer, Stuttgart/New York 1982.
- H. Stefan, W. Burr: Atlas of Mobile Long-Term EEG Recordings / Atlas mobiler Langzeit-EEG-Ableitungen. G. Fischer, Stuttgart/New York 1986.
- H. Stefan (Hrsg.): Präoperative Diagnostik für die Epilepsiechirurgie. Springer, Berlin/Heidelberg/New York u. a. 1989.
- F. E. Dreifuss, H. Meinardi, H. Stefan (Hrsg.): Chronopharmacology in the Therapy of the Epilepsies. Raven Press, New York 1990.
- H. Stefan, J. Bauer: Status epilepticus. Springer-Verlag, Berlin/Heidelberg/New York u. a. 1990.
- H. Stefan: Epilepsien. Diagnose und Behandlung. (= Praktische Neurologie). VCH / edition medizin, Weinheim/Basel/Cambridge/New York 1991. (dritte Auflage: Thieme, Stuttgart/New York 1999)
- K. Bachmann, H. Stefan, J. Vieth (Hrsg.): Biomagnetism: Principles, Models and clinical Research. Palm & Enke, Erlangen 1992.
- H. Stefan (Hrsg.): Epilepsie 92. Mechanismen sekundärer Epileptogenese; Nichtmedikamentöse Therapie / Interaktive Überwachung; Idiopathische, kryptogenetische und symptomatische Epilepsien; Präoperative Diagnostik und Epilepsietherapie; Therapiestrategien. 32. Jahrestagung der Deutschen Sektion der Internationalen Liga gegen Epilepsie, 17./19.9.1992. Deutsche Sektion der Internationalen Liga gegen Epilepsie, Berlin 1993.
- R. Kruse, H. Stefan: Kommunikation zwischen Partnern. Epilepsiekranke. (= Schriftenreihe der Bundesarbeitsgemeinschaft Hilfe für Behinderte. Band 204). 8. Auflage. Bundesarbeitsgemeinschaft Hilfe für Behinderte e.V., Düsseldorf 1993.
- H. Stefan, R. Canger, G. Spiel (Hrsg.): Epilepsie ’93. Prävention, Rehabilitation, Soziale Integration; Präoperative Diagnostik: Neuroimaging, Neuropsychologie, Anfallssymptomatik; Zerebrale Mißbildung und Epilepsie; Neue Therapeutische Aspekte. Gemeinsame Jahrestagung der Deutschen, Österreichischen und Italienischen Sektion der Internationalen Liga gegen Epilepsie, 7./10. Oktober 1993, Meran / Italien. Deutsche Sektion der Internationalen Liga gegen Epilepsie, Berlin 1994.
- S. D. Shorvon, D. R. Fish, F. Andermann, G. M. Bydder, H. Stefan (Hrsg.): Magnetic Resonance Scanning and Epilepsy. Proceedings of a NATO Advanced Research Workshop on Advanced Magnetic Resonance and Epilepsy, held October 1/3, 1992, in Chalfont St. Peter, Buckinghamshire, United Kingdom. (= NATO ASI Series; Series A: Life Sciences. Vol 264). Plenum Press, New York/London (New York, Springer Science + Business Media) 1994.
- K. Meier-Ewert, H. Stefan (Hrsg.): Anfälle im Schlaf. G. Fischer, Stuttgart/Jena/New York 1995.
- G. Pawlik, H. Stefan (Hrsg.): Focus Localization. Multimethodological Assessment of Localization-related Epilepsy. Ligaverlag, Berlin 1996.
- H. Stefan, G. Krämer, B. Mamoli (Hrsg.): Challenge Epilepsy / New Antiepileptic Drugs. Blackwell Science / Blackwell Wissenschaftsverlag, Berlin/Wien 1998.
- H. Stefan, F. Andermann, P. Chauvel, S. D. Shorvon (Hrsg.): Plasticity in Epilepsy: Dynamic Aspects of Brain Function. (= Advances in Neurology. Vol 81). Lippincott Williams & Wilkins, Philadelphia/Baltimore/New York u. a. 1999.
- H. Stefan, G. Kurlemann, H.-J. Meencke, B. J. Steinhoff: Interaktiver Lehratlas Epilepsien. (CD-ROM). G. Thieme, Stuttgart/New York 2006. (aktuelle Auflage: H. Stefan, G. Kurlemann, H. J. Meencke, B. J. Steinhoff: Interaktiver Lehratlas Epilepsien. (CD-ROM). 2. Auflage. G. Thieme, Stuttgart/New York 2013; Online-Version via Doc-Check-Zugang abrufbar unter www.lehratlas-epilepsien.de)
- H. Stefan, W. H. Theodore (Hrsg.): Epilepsy Part I: Basic Principles and Diagnosis. (= Handbook of Clinical Neurology, Third Series. Vol 107). Elsevier Science, Amsterdam 2012.
- H. Stefan, W. H. Theodore (Hrsg.): Epilepsy Part II: Treatment. (= Handbook of Clinical Neurology, Third Series. Vol 108). Elsevier Science, Amsterdam 2012.
- H. Stefan, E. Ben-Menachem, P. Chauvel, R. Guerrini (Hrsg.): Case Studies in Epilepsy. Common and Uncommon Presentations. Cambridge University Press, Cambridge/New York 2012.
- M. Kaufmann, H. Stefan (Hrsg.): Architektur des Lebens. (= Treffpunkt Philosophie. Band 15). Peter Lang, Frankfurt 2017.

## Auszeichnungen
- 1983: Bodelschwingh-Preis
- 1992: (Alfred) Hauptmann-Preis (2006 erneut als Mitglied einer von ihm geleiteten Arbeitsgruppe)
- 1994: Ehrenmitgliedschaft der Polnischen Liga gegen Epilepsie
- 1996: Ehrenprofessur der Universität Cheng Du (China)
- 1999: „Ambassador for Epilepsy“ der ILAE und das IBE
- 2000: Bundesverdienstkreuz am Bande
- 2012: Ehrenmitgliedschaften der DGfE und der Arbeitsgemeinschaft Prächirurgische Epilepsiediagnostik und operative Epilepsietherapie e.V.
- 2018: Otfrid-Foerster-Medaille der DGfE